# Unia Europejskich Lig Koszykarskich
Unia Europejskich Lig Koszykarskich (oficjalny skrót ULEB, od fra. Union des Ligues Européennes de Basket-ball) – międzynarodowa organizacja z siedzibą w Barcelonie, działająca na terenie Europy, zrzeszająca kluby koszykarskie z 16 profesjonalnych lig krajowych, od roku 2000 (tj. sezonu 2000/2001) zarządzająca rozgrywkami zreformowanej Euroligi (Euroleague Basketball), zaś od 2002 (tj. sezonu 2002/2003) dodatkowo prowadząca stworzony przez siebie Puchar ULEB.

## Historia
Unia Europejskich Lig Koszykarskich została oficjalnie utworzona podczas Kongresu Założycielskiego, odbywającego się 25 czerwca 1991 w Rzymie, przez delegatów koszykarskich klubów trzech czołowych wówczas lig krajowych: francuskiej La Ligue Nationale de Basket-ball, hiszpańskiej Asociación de Clubs de Baloncesto i włoskiej Lega Basket Serie A. Z czasem decyzje o przystąpieniu do niej zaczęły podejmować władze kolejnych krajowych lig zawodowych:
- w 1996 przyjęto kluby greckiej Hellenic Basketball Clubs Association i portugalskiej Liga dos Clubes de Basquetebol;
- w grudniu 1999 przyjęto kluby belgijskiej Basketball League Belgium, brytyjskiej British Basketball League i szwajcarskiej Ligue Nationale de Basketball;
- w październiku 2001 przyjęto kluby holenderskiej Federatie Eredivisie Basketballclubs, niemieckiej Deutsche Basketball Bundesligi i Polskiej Ligi Koszykówki;
- w lutym 2002 przyjęto kluby Ligi Adriatyckiej;
- w październiku 2002 przyjęto kluby austriackiej Österreichische Basketball Bundesliga;
- w czerwcu 2003 przyjęto kluby litewskiej Lietuvos Krepšinio Lyga;
- w styczniu 2004 przyjęto kluby czeskiej Národní Basketbalová Liga;
- w lipcu 2005 przyjęto kluby izraelskiej Ligat Ha'al (Ligat Winner);
- w lipcu 2011 przyjęto kluby rosyjskiej PBL;

We wrześniu 1991 stanowisko pierwszego w dziejach prezesa organizacji powierzono Włochowi Gian Luigiemu Porelli, który swe obowiązki pełnił do 18 marca 1998, gdy to - podczas Kongresu ULEB w Paryżu - funkcję tę przejął Hiszpan Eduardo Portela (na co dzień szef Asociación de Clubs de Baloncesto) i sprawuje ów urząd do chwili obecnej.

### Konflikt na linii ULEB - FIBA
Od momentu utworzenia ULEB do końca lat 90. siła oddziaływania tej organizacji stawała się z roku na rok coraz większa. Naturalnie sprzyjało temu wstępowanie w jej szeregi coraz to nowych członków, czyli klubów z kolejnych profesjonalnych lig koszykarskich. Jednym z głównych powodów jej funkcjonowania i podstawowym zadaniem było należyte reprezentowanie interesów czołowych klubów Europy w sporach przeciwko FIBA. Na główny plan wysuwane były kwestie związane z europejskimi pucharami i związane z nimi czerpanie zysków. Mimo iż co sezon przynosiły one spore dochody (zwłaszcza od 1995, czyli momentu powołania do życia FIBA EuroLigi) - w głównej mierze generowane właśnie przez najlepsze drużyny - kluby otrzymywały z nich zaledwie część udziałów. W 2000 - gdy ULEB zrzeszała już ośmiu członków - doszło do ostrego konfliktu z FIBA. Po raz pierwszy od sezonu 1957/1958, czyli premierowej edycji koszykarskich europucharów - stworzonych i zarządzanych przez FIBA - spora część klubów odmówiła poddaniu się jurysdykcji tej organizacji. Każda ze stron ostro broniła swoich racji, nie zamierzając w żaden sposób odpuścić drugiej stronie, toteż jasnym stało się, iż na wypracowanie kompromisu potrzeba będzie sporo czasu. Jako że początek sezonu 2000/2001 zbliżał się nieubłaganie, w owej patowej sytuacji każda ze stron postanowiła przeprowadzić własne rozgrywki pucharowe. ULEB zorganizowała je pod nazwą Euroligi ("nowej Euroligi"), zaś FIBA postanowiła prowadzonej przez siebie rywalizacji nadać miano Suproligi. Już w trakcie ich trwania udało się wypracować wspólne stanowisko, dlatego od sezonu 2001/2002 zlikwidowano Suproligę, a wszystkie czołowe kluby europejskie ponownie walczą w jednych głównych rozgrywkach europucharowych pod nazwą Euroliga (Euroleague Basketball), do której pełnię praw posiada ULEB (przejęła od FIBA prowadzenie tych zmagań).

## Ligi członkowskie
| - Liga Adriatycka - Österreichische Basketball Bundesliga - Basketball League Belgium - Národní Basketbalová Liga - La Ligue Nationale de Basket-ball - Hellenic Basketball Clubs Association - Asociación de Clubs de Baloncesto - Federatie Eredivisie Basketballclubs | - Ligat Ha'al (Ligat Winner) - Lietuvos Krepšinio Lyga - Basketball-Bundesliga - Polska Liga Koszykówki - PBL - Ligue Nationale de Basketball - British Basketball League - Lega Basket Serie A |

## Prezesi ULEB
| Imię i nazwisko    | Okres pełnienia funkcji       |
| Gian Luigi Porelli | wrzesień 1991 - 18 marca 1998 |
| Eduardo Portela    | od 18 marca 1998              |